# Лобково (Омская область)
Лобково — деревня в Таврическом районе Омской области. Входит в состав Харламовского сельского поселения.

## Физико-географическая характеристика
Часовой пояс
Лобково, как и вся Омская область, находится в часовой зоне МСК+3. Смещение применяемого времени относительно UTC составляет +6:00.

## Население
| 2002 | 2010 |
| ---- | ---- |
| 258  | ↘239 |

Национальный состав
Согласно результатам переписи 2002 года, в национальной структуре населения русские составляли 79 % от общей численности населения в 258  жителей

## Инфраструктура
Личное подсобное хозяйство с зоной сельскохозяйственного использования, индивидуальная застройка усадебного типа.

## Транспорт
Просёлочные дороги. 